# Сінем Кобал
Сінем Кобал (тур. Sinem Kobal; нар. 14 серпня 1987) — турецька акторка та модель.

## Біографія
Акторський дебют Сінем відбувся у ситкомі «Dadi», де вона зіграла Ділару Гірітлі. Пізніше зіграла у таких серіалах як «Okul», «Ayakta Kal», «Selena», «Lise Defteri», «Dunyayi Kurtaran Adam» та «Nefes Nefes'e». Знімалася у «Romantik Komedi», який вийшов у лютому 2010.
Тривалий час зустрічалася з відомим турецьким футболістом Ардою Тураном. Вони заручилися у січні 2010 року, але раптово розійшлися наприкінці 2013 року.
Вивчала Мистецтво управління та виконавчі мистецтва в Університеті Бейкент.
14 травня 2016 року Сінем одружилася з актором та ведучим Кенаном Імірзаліоглу. У 2020 році народила дочку Лалін Імірзаліоглу.  16 травня 2022 року народила другу доньку Лейлу.

## Фільмографія
| Рік  | Оригінальна назва                 | Українська назва               | Роль        | Примітка |
| ---- | --------------------------------- | ------------------------------ | ----------- | -------- |
| 2017 | Yüz Yüze                          | Обличчям до обличчя            | Seliha      | серіал   |
| 2015 | Analar ve Anneler                 | Мами та Матері                 | Zeliha      | серіал   |
| 2015 | Yaktin Beni                       | Ви спалили мене                | Ipek        | фільм    |
| 2014 | Gönül Isleri                      | Справи серцеві                 | Sevda       | серіал   |
| 2013 | Romantik Komedi 2: Bekarliga Veda | Романтична комедія 2           | Didem       | фільм    |
| 2010 | Küçük Sirlar                      | Маленькі таємниці              | Su Maybenci | серіал   |
| 2010 | Romantik Komedi                   | Романтична комедія             | Didem       | фільм    |
| 2009 | Ayakta kal                        | Залишайся на ногах             | Yasemin     | фільм    |
| 2006 | Selena                            | Селена                         | Selena      | серіал   |
| 2006 | Dünyayi Kurtaran Adam'in Oglu     | Син людини, яка врятувала світ | Bianca      | фільм    |
| 2004 | Okul                              | Школа                          | Sebnem      | фільм    |
| 2003 | Lise Defteri                      | Зошит середньої школи          | Inci        | серіал   |
| 2003 | Hürrem Sultan                     | Хюррем Султан                  | Ayse        | серіал   |
| 2001 | Dadi                              | Няня                           | Dilara      | серіал   |